# Edson Álvarez
Edson Omar „Machín” Álvarez Velázquez (ur. 24 października 1997 w Tlalnepantla de Baz) – meksykański piłkarz występujący na pozycji defensywnego pomocnika lub środkowego obrońcy, reprezentant Meksyku, od 2023 roku zawodnik angielskiego West Hamu United.

## Kariera klubowa
Álvarez pochodzi z miejscowości Tlalnepantla de Baz w stanie Meksyk, oddalonej o 15 kilometrów od stołecznego miasta Meksyk. Jego rodzice prowadzili sklep z odzieżą sportową; ojciec i starszy brat w przeszłości występowali na poziomie trzeciej i czwartej ligi meksykańskiej. Przez pewien czas terminował w czołowej w Meksyku akademii juniorskiej klubu CF Pachuca, do której sprowadził go znany skaut Ángel „Coca” González (odkrywca talentów m.in. Cuauhtémoca Blanco, Héctora Herrery czy Hirvinga Lozano). Został jednak skreślony w wieku czternastu lat ze względu na zbyt niski wzrost. Jako szesnastolatek udał się na testy do krajowego potentata – stołecznego Club América i po trzymiesięcznym okresie próbnym został przyjęty do tego klubu. Tam spędził kolejne kilka sezonów w drużynach młodzieżowych (kilkakrotnie trenował również z seniorskim zespołem pod okiem Gustavo Matosasa). W pierwszej drużynie zadebiutował za kadencji trenera Ignacio Ambríza, w 24 sierpnia 2016 w meczu z Mineros (2:0) w krajowym pucharze.
Szansę na regularne występy zaczął otrzymywać już dwa miesiące później, po przyjściu do klubu szkoleniowca Ricardo La Volpe. W Liga MX zadebiutował 29 października 2016 w wygranym 3:1 spotkaniu z Santosem Laguna. Mimo młodego wieku od razu wywalczył sobie pewne miejsce w wyjściowym składzie – imponował kryciem, wyprowadzaniem piłki, determinacją i płynnym przemieszczaniem się z linii obrony do środka pola (w stosowanej przez trenera taktyce 5-3-2), zaś La Volpe porównał jego styl gry do Franza Beckenbauera. W swoim premierowym, jesiennym sezonie Apertura 2016 wywalczył z Américą wicemistrzostwo Meksyku; pierwszego gola w dorosłej karierze strzelił 15 grudnia 2016 w zremisowanym 1:1 (0:3 k) finale ligi z Tigres UANL. W tym samym miesiącu wziął udział w Klubowych Mistrzostwach Świata, gdzie odpadł ze swoją drużyną po porażce w półfinale z późniejszym triumfatorem – Realem Madryt (0:2) i zajął ostatecznie czwarte miejsce.
W sezonie Apertura 2018 jako ważny piłkarz zdobył z drużyną Miguela Herrery mistrzostwo Meksyku. Został wówczas bohaterem finałowego spotkania z Cruz Azul (2:0) – strzelił w nim dwa gole, które zapewniły Américe tytuł. Był z powodzeniem wystawiany przez Herrerę zarówno na pozycji środkowego obrońcy, jak i defensywnego pomocnika. W wiosennym sezonie Clausura 2019 zdobył natomiast ze stołecznym zespołem puchar Meksyku – Copa MX. Ogółem w barwach Amériki spędził trzy lata, a jego udane występy zaowocowały ofertami z klubów z Europy.
W lipcu 2019 Álvarez za sumę 15 milionów euro przeszedł do ówczesnego mistrza Holandii i półfinalisty Ligi Mistrzów UEFA – zespołu AFC Ajax. Z klubem z Amsterdamu podpisał pięcioletnią umowę, media prezentowały go jako potencjalnego następcę Matthijsa de Ligta. W Eredivisie zadebiutował 17 sierpnia 2019 w wygranym 4:1 meczu z VVV Venlo, natomiast pierwszą bramkę zdobył jedenaście dni później w konfrontacji z cypryjskim APOEL-em (2:0) w rundzie play-off Ligi Mistrzów.

## Kariera reprezentacyjna
W lutym 2017 Álvarez został powołany przez Marco Antonio Ruiza do reprezentacji Meksyku U-20 na Mistrzostwa CONCACAF U-20. Na kostarykańskich boiskach był liderem formacji defensywnej; rozegrał wszystkie pięć spotkań w pełnym wymiarze czasowym i po zakończeniu rozgrywek znalazł się w ogłoszonej przez CONCACAF najlepszej jedenastce turnieju. Jego drużyna odpadła natomiast z rozgrywek w rundzie finałowej. Dwa miesiące później znalazł się w składzie na Mistrzostwa Świata U-20 w Korei Płd, gdzie stworzył duet stoperów z Juanem Agüayo i wystąpił we wszystkich możliwych pięciu meczach od pierwszej do ostatniej minuty. Strzelił także gola w konfrontacji fazy grupowej z Vanuatu (3:2), zaś Meksykanie odpadli z młodzieżowego mundialu w ćwierćfinale, przegrywając z późniejszym zwycięzcą turnieju – Anglią (0:1).
W seniorskiej reprezentacji Meksyku Álvarez zadebiutował za kadencji selekcjonera Juana Carlosa Osorio, 8 lutego 2017 w wygranym 1:0 meczu towarzyskim z Islandią. Po upływie pięciu miesięcy został powołany na Złoty Puchar CONCACAF, gdzie wystąpił we wszystkich pięciu spotkaniach (z czego w czterech w wyjściowym składzie) i 16 lipca w wygranym 2:0 spotkaniu fazy grupowej z Curaçao strzelił pierwszego gola w dorosłej kadrze. Meksykanie odpadli natomiast z rozgrywek po półfinałowej porażce z Jamajką (0:1). W czerwcu 2018 znalazł się w składzie na Mistrzostwa Świata w Rosji. Tam był podstawowym piłkarzem kadry, rozgrywając wszystkie cztery mecze (z czego trzy w pierwszym składzie) na pozycji prawego obrońcy; w ostatnim meczu fazy grupowej ze Szwecją (0:3) zdobył bramkę samobójczą. Podopieczni Osorio zakończyli swój udział w mundialu na 1/8 finału, gdzie ulegli Brazylii (0:2).
W czerwcu 2019 Álvarez został powołany przez Gerardo Martino na swój kolejny Złoty Puchar CONCACAF, gdzie rozegrał pięć z sześciu możliwych meczów (wszystkie z nich w pełnym wymiarze czasowym), tym razem jako defensywny pomocnik. Meksykanie spisali się wówczas lepiej niż uprzednio, triumfując w rozgrywkach po finałowym zwycięstwie nad USA (1:0).

## Statystyki kariery

### Klubowe
| América  | 2016–2017 | Meksyk   | Liga MX    | 21 | 2  | 6  | 0                   | KMŚ     | 1 | 0   | 28 | 2 |
| América  | 2017–2018 | Meksyk   | Liga MX    | 31 | 0  | 4  | 0                   | LMC     | 4 | 0   | 39 | 0 |
| América  | 2018–2019 | Meksyk   | Liga MX    | 34 | 3  | 12 | 0                   | —       | — | —   | 46 | 3 |
| Ajax     | 2019–2020 | Holandia | Eredivisie | 12 | 0  | 3  | 0                   | LM + LE | 8 | 2   | 23 | 2 |
| Ajax     | 2020–2021 | Holandia | Eredivisie |    |    |    |                     |         |   |     |    |   |
| Ogółem   |           |          |            |    |    |    |                     |         |   |     |    |   |
| Meksyk   | Meksyk    | Meksyk   | 86         | 5  | 22 | 0  | KMŚ + LMC           | 5       | 0 | 113 | 5  |   |
| Holandia | Holandia  | Holandia | 12         | 0  | 3  | 0  | LM + LE             | 8       | 2 | 23  | 2  |   |
| Ogółem   | Ogółem    | Ogółem   | 98         | 5  | 25 | 0  | KMŚ + LMC + LM + LE | 13      | 2 | 136 | 7  |   |

- KMŚ – Klubowe Mistrzostwa Świata
- LMC – Liga Mistrzów CONCACAF
- LE – Liga Europy UEFA
- LM – Liga Mistrzów UEFA

### Reprezentacyjne
| Meksyk | Meksyk | 2017   | 2  | 0 | 2 | 0 | ZPC            | 5  | 1 | 9  | 1 |
| Meksyk | Meksyk | 2018   | 7  | 0 | — | — | MŚ             | 4  | 0 | 11 | 0 |
| Meksyk | Meksyk | 2019   | 4  | 0 | — | — | ZPC + LNC      | 7  | 1 | 11 | 1 |
| Meksyk | Meksyk | 2020   |    |   | — | — | —              | —  | — | 0  | 0 |
| Ogółem | Ogółem | Ogółem | 13 | 0 | 2 | 0 | ZPC + MŚ + LNC | 16 | 2 | 31 | 2 |

- ZPC – Złoty Puchar CONCACAF
- MŚ – Mistrzostwa Świata
- LNC – Liga Narodów CONCACAF